# Pasmo pracy anteny
Pasmo pracy anteny (pasmo przenoszenia anteny) – zakres częstotliwości, w którym wybrany parametr lub kilka parametrów charakterystycznych anteny spełniają założone wymagania. W praktyce często definiuje się to pasmo dla jednego określonego parametru, nie formułując specjalnych wymagań wobec innych cech (właściwości), których znaczenie jest w danym zastosowaniu mniej istotne.
Określa się też parametry anteny dla zadanego pasma częstotliwości, w którym przewiduje się pracę anteny.
Dla liniowych układów elektronicznych przenoszących sygnały określa się pasmo przenoszenia, w którym transmitancja nie odbiega od maksimum o określoną wartość, zazwyczaj 3 dB. W przypadku anten takie określenie pasma, w którym jest ona użyteczna nie jest miarodajne. Wraz ze zmianą częstotliwości pracy anteny zmienia się też charakterystyka przestrzenna anteny. Najczęściej branym pod uwagę parametrem opisującym użyteczność anteny jest zmiana impedancji anteny, która wpływa na współczynnik fali stojącej, straty odbiciowe, a tym samym na  jej efektywność.
Ze względu na szerokość pasma pracy anteny wyróżnia się anteny wąskopasmowe i szerokopasmowe. W antenach do odbioru telewizji naziemnej, ze względu na pasmo pracy anteny wyróżnia się anteny kanałowe, anteny wielokanałowe, anteny pasmowe i anteny wielopasmowe.
Szerokość pasma pracy anteny określa się najczęściej przez podanie wartości górnej i dolnej częstotliwości (dla anten szerokopasmowych dekada i oktawa to stosunek częstotliwości górnej do dolnej równy odpowiednio 10 i 2).
Szerokość pasma pracy jest odwrotnie proporcjonalna do dobroci obwodu rezonansowego. Węższe pasmo zapewnia lepszą selektywność, czyli lepsze tłumienie sygnałów niepożądanych. Narzuca jednak mniejszą tolerancję elementów dopasowujących.